# Soppe-le-Bas
Soppe-le-Bas es una localidad y comuna francesa, situada en el departamento de Alto Rin, en la región de Alsacia.

## Demografía
| 278 | 284 | 304 | 348 | 378 | 588 |
| Para los censos de 1962 a 1999 la población legal corresponde a la población sin duplicidades (Fuente: INSEE [Consultar]) |     |     |     |     |     |

## Patrimonio y cultura
- Iglesia de Saint-Vincent de Soppe-le-Bas, en estilo neoclásico de 1837, alberga un órgano musical de la casa Rinkenbach catalogado monumento histórico en 1980.